# Epamera fontainei
Epamera fontainei är en fjärilsart som beskrevs av Henry Stempffer 1956. Epamera fontainei ingår i släktet Epamera och familjen juvelvingar. Inga underarter finns listade i Catalogue of Life.